# Slovenské vzdušné zbrane
La Slovenské vzdušné zbrane, abbreviata anche come SVZ, era la designazione dell'aeronautica militare della Repubblica Slovacca tra il 1939 ed il 1945 e parte integrante delle forze armate della Repubblica slovacca.
Benché all'atto della sua costituzione si stabilì fosse una forza di difesa aerea del proprio territorio nazionale, durante il periodo della sua esistenza venne coinvolta in alcune fasi salienti della seconda guerra mondiale, affiancando prima alcuni suoi reparti alla tedesca Luftwaffe durante la Campagna di Polonia e successivamente alle Potenze dell'Asse durante l'Operazione Barbarossa.

## Storia
Nel 1939, dopo l'autonomia conquistata all'interno della all'interno della Cecoslovacchia come conseguenza della conferenza di Monaco, Adolf Hitler invitò l'ex-Primo Ministro slovacco Jozef Tiso a proclamare una Repubblica slovacca indipendente, per evitare di incorrere in una divisione della Slovacchia tra Ungheria e Polonia. Il 14 marzo dello stesso anno il parlamento approvò la scissione avviando anche la costituzione di una propria forza armata di difesa del territorio nazionale la quale fu ben presto impiegata durante la brevissima guerra slovacco-ungherese. Il cosiddetto "Trattato di protezione", firmato il 23 marzo subordinò la politica economica, militare ed estera alla Germania, almeno formalmente, ed ebbe come conseguenza l'entrata della Slovacchia fra le Potenze dell'Asse e la partecipazione alla guerra contro la Polonia, l'Unione Sovietica e successivamente alla dichiarazione di guerra a Regno Unito e Stati Uniti d'America.
Tuttavia molti esponenti che militavano nella precedente aeronautica militare cecoslovacca e che non erano in linea col l'orientamento del governo, dovuto alla grande influenza tedesca nelle decisioni politico militari del paese, decisero di fuggire aggregandosi a reparti della francese Armée de l'air ed alla polacca Polskie Siły Powietrzne w Wielkiej Brytanii.
Tra i piloti più decorati dell'aeronautica slovacca del periodo il più decorato fu l'asso Ján Režňák accreditato di 32 abbattimenti confermati sul fronte orientale ed in Ucraina contro velivoli della sovietica Sovetskie Voenno-vozdušnye sily.
Verso la fine del conflitto, quando le sorti delle Potenze dell'Asse erano compromesse, il paese fu costretto a subire la controffensiva da parte dell'Armata Rossa e delle truppe del Regno di Romania che dall'agosto 1944, grazie ad un colpo di stato condotto dal re Michele, avevano affiancato i sovietici. Come supporto interno gruppi di insurrezionalisti slovacchi creò la Slovenské povstalecké letectvo dotandosi di alcuni velivoli appartenuti alla precedente forza aerea.

## Distintivi ottici di riconoscimento
Il simbolismo di riconoscimento applicato alla flotta aerea era basato sulle coccarde posizionate sulle superfici superiore ed inferiore delle ali e sul timone. Basato sulla croce di ferro già utilizzata dalla Luftwaffe se ne distingueva per la presenza dei colori della bandiera nazionale slovacca. Al posto del nero il blu con un cerchio rosso all'interno della croce.